# Креатин
Креатинът е аминокиселина, която в естественото си състояние се намира в гръбначните организми и подпомага доставянето на енергия към мускулите и нервите. Креатинът е открит през 1862 г. от Мишел Йожен Шеврьол като част от мускулите.

## Функции
Ролята на креатина в организма е свързана с процесите на мускулното съкращение. Основен източник на енергия за него е аденозинтрифосфатът (АТФ), който се разгражда до аденозиндифосфат (АДФ). Съдържанието на АТФ в мускулите е малко и когато е необходимо да се извършва по-продължителна мускулна работа, той трябва да се ресинтезира бързо. Възстановяването от АДФ до АТФ в анаеробна фаза се извършва с помощта на креатинфосфата (КФ).
Основната функция на креатина е увеличаването на енергийния резерв в мускулите. Също така креатинът задържа голямо количество вода в мускулите.

## Биосинтеза и ефекти
При хората около половината от дневните нужди от креатин се синтезират от три различни аминокиселини – глицин (glycine), аргинин (arginine) и метионин (methionine). Останалото се набавя чрез храносмилателната система, след това 95% от него се съхранява в мускулните тъкани.
Приблизително половината от нужния креатин се набавя чрез месните храни. Тъй като зеленчуците не съдържат креатин, вегетарианците имат ниски нива на мускулен креатин. Поради това, когато те започнат да консумират креатинови добавки, те придобиват по-високи нива в сравнение на хора, които консумират месо, затова не се препоръчва да се приема много креатин, ако не се консумират месо и животински продукти.
Първият ензим GATM (L-arginine:glycine amidinotransferase (AGAT), EC 2.1.4.1) е митохондриален ензим катализиращ на първата реакция от синтезата на креатин и се експресира най-вече в бъбреци и панкреас.
Вторият ензим (GAMT, guanidinoacetate N-methyltransferase) се експресира основно в черния дроб и панкреаса.
Генетичния дефицит при синтеза на креатин води до редица сериозни неврологични дефекти.
Многобройни научни изследвания убедително доказват, че приемът на креатин като хранителна добавка допринася за увеличаване на мускулната сила, експлозивната мощ и чистата мускулна маса, особено в съчетание със силови тренировки.  показва потенциал и в подпомагането на когнитивната функция, включително паметта и логическото мислене, особено при хора с повишена умствена натовареност или в напреднала възраст. Креатинът е проучван като допълваща терапия при депресия, като някои резултати показват облекчаване на симптомите и подобрение на общото психично състояние.